# Calothorax
Genre
Calothorax est un genre d'oiseaux-mouches (la famille des Trochilidés) de la sous-famille des Trochilinae et de la tribu des Mellisugini.

## Liste des espèces
D'après la classification de référence (version 2.5, 2010) du Congrès ornithologique international, ce genre est constitué des espèces suivantes (par ordre phylogénique) :
- Calothorax lucifer – Colibri lucifer
- Calothorax pulcher – Colibri charmant